# 1360 в Україні

## Особи

### Народились
- Федір Острозький, преподобний Феодосій (1360 — перед 1410/ після 1434) — князь, військовий, державний, релігійний діяч Великого князівства Литовського; намісник Луцького князівства.

## Засновані, зведені
- Нічогівка (Козелецький район)
- Солотвино
- Шкло